# Station Les Deux-Jumeaux
Station Les Deux-Jumeaux is een spoorwegstation in de Franse gemeente Hendaye. De oude naam van het station is Hendaye-Plage. De nieuwe naam komt van twee rotsen die in de nabijheid van het station voor de kust liggen. De Baskische naam van het station is Ondarraitz; dit is de Baskische naam van het strand van Hendaye. De architectuur van het stationsgebouw is geïnspireerd door het oude Labourdijnse boerderijtype, zoals veel villa's in Hendaye, en staat bekend als de neolabourdijnse stijl.